# Gavia concinna
Gavia concinna Wetmore, 1940 è un specie estinta di uccello, appartenente alla famiglia Gaviidae. Visse tra il tardo Miocene e il Pleistocene nell'area corrispondente agli attuali Stati Uniti.
È nota per il cranio e l'osso degli arti, che ricordano la struttura dell'attuale strolaga mezzana del Pacifico. Fu considerata una possibile forma giovanile di Gavia fortis.